# El restaurant
El restaurant o The Restaurant (originalment en suec, Vår tid är nu) és una sèrie de televisió sueca de drama històric de 32 episodis dividits en quatre temporades. La primera temporada es va estrenar a SVT el 2 d'octubre de 2017, i la segona temporada es va estrenar l'1 d'octubre de 2018. S'ha doblat al valencià per a À Punt amb el nom d'El restaurant, que es va estrenar el 2022. El mateix any es va incorporar la versió original subtitulada al català central de les tres primers temporades al catàleg de FilminCat, amb el nom en anglès de The Restaurant.

## Repartiment
- Hedda Stiernstedt – Nina Löwander
- Charlie Gustafsson – Calle Svensson
- Mattias Nordkvist – Gustaf Löwander
- Adam Lundgren – Peter Löwander
- Suzanne Reuter – Helga Löwander
- Josefin Neldén – Margareta "Maggan" Nilsson
- Peter Dalle – Stig "Stickan" Backe
- Simone Coppo - Angelo
- Julia Heveus – Christina Rehnskiöld
- Hedda Rehnberg – Suzanne Goldstein
- Hannes Meidal – Philippe Goldstein
- Karin Franz Körlof – Lilly Lindström
- Anna Bjelkerud – Ethel Jonsson
- Göran Ragnerstam – Kurt Ragnarsson
- Rasmus Troedsson – "Bellan" Roos
- Malin Persson – Sonja Persson
- Ida Engvoll – Ester Swärd
- Timo Nieminen – Anders
- Hannes Fohlin – Erik Rehnsköld
- Philip Kuub Olsen – Arvid Löwander
- Björn Granath – August Drugge "Generalen"
- Marika Lindström – Blancheflor Drugge
- Lars Väringer – Kreditindrivare
- Linda Molin – Agnes
- Michael Petersson – Tage Erlander
- Evin Ahmad – Carmen

## Llista d'episodis

### Taula global
| Temporada | Temporada | Episodis | Data d'emissió         | Data d'emissió         | Data d'emissió |
| Temporada | Temporada | Episodis | Començament            | Fi                     | Canal          |
| --------- | --------- | -------- | ---------------------- | ---------------------- | -------------- |
|           | 1         | 10       | 2 d'octubre de 2017    | 4 de desembre de 2017  | SVT            |
|           | 2         | 10       | 1 d'octubre de 2018    | 3 de desembre de 2018  | SVT            |
|           | 3         | 8        | 28 d'octubre de 2019   | 16 de desembre de 2019 | SVT            |
|           | 4         | 4        | 25 de desembre de 2020 | 25 de desembre de 2020 | SVT            |
| Total     | Total     | 32       | 2 d'octubre de 2017    | 25 de desembre de 2020 | SVT            |

### Primera temporada (2017)
| Núm. total | Núm. de la temporada | Títol                  | Direcció                       | Guió                           | Data d'emissió original |
| ---------- | -------------------- | ---------------------- | ------------------------------ | ------------------------------ | ----------------------- |
| 1          | 1                    | «La pau»               | Harald Hamrell                 | Ulf Kvensler                   | 2 d'octubre de 2017     |
| 2          | 2                    | «Retorn»               | Harald Hamrell                 | Johan Rosenlind i Ulf Kvensler | 9 d'octubre de 2017     |
| 3          | 3                    | «Aniversari»           | Harald Hamrell                 | Ulf Kvensler                   | 16 d'octubre de 2017    |
| 4          | 4                    | «Misteris»             | Harald Hamrell                 | Ulf Kvensler i Malin Nevander  | 23 d'octubre de 2017    |
| 5          | 5                    | «El gerent»            | Harald Hamrell i Molly Hartleb | Ulf Kvensler                   | 30 d'octubre de 2017    |
| 6          | 6                    | «La reobertura»        | Harald Hamrell i Molly Hartleb | Ulf Kvensler i Malin Nevander  | 6 de novembre de 2017   |
| 7          | 7                    | «La festa del cranc»   | Harald Hamrell i Molly Hartleb | Ulf Kvensler i Johan Rosenlind | 13 de novembre de 2017  |
| 8          | 8                    | «L'acord»              | Harald Hamrell i Molly Hartleb | Ulf Kvensler                   | 20 de novembre de 2017  |
| 9          | 9                    | «La mestressa de casa» | Harald Hamrell                 | Ulf Kvensler i Malin Nevander  | 27 de novembre de 2017  |
| 10         | 10                   | «Esperança»            | Harald Hamrell                 | Ulf Kvensler i Johan Rosenlind | 4 de desembre de 2017   |

### Segona temporada (2018)
| Núm. total | Núm. de la temporada | Títol                     | Direcció                         | Guió                                           | Data d'emissió original |
| ---------- | -------------------- | ------------------------- | -------------------------------- | ---------------------------------------------- | ----------------------- |
| 11         | 1                    | «El regal de Nadal»       | Anna Zackrisson                  | Ulf Kvensler                                   | 1 d'octubre de 2018     |
| 12         | 2                    | «Rock'n'roll»             | Anna Zackrisson                  | Johan Rosenlind i Ulf Kvensler                 | 8 d'octubre de 2018     |
| 13         | 3                    | «Velles i noves famílies» | Anna Zackrisson                  | Johan Rosenlind, Malin Nevander i Ulf Kvensler | 15 d'octubre de 2018    |
| 14         | 4                    | «Surprise de Nina»        | Anna Zackrisson                  | Johan Rosenlind, Malin Nevander i Ulf Kvensler | 22 d'octubre de 2018    |
| 15         | 5                    | «El llibre»               | Harald Hamrell i Andrea Östlund  | Ulf Kvensler                                   | 29 d'octubre de 2018    |
| 16         | 6                    | «Bella Italia»            | Harald Hamrell i Andrea Östlund  | Ulf Kvensler                                   | 5 de novembre de 2018   |
| 17         | 7                    | «Les deu mil corones»     | Harald Hamrell i Andrea Östlund  | Ulf Kvensler i Johan Rosenlind                 | 12 de novembre de 2018  |
| 18         | 8                    | «El sermó»                | Harald Hamrell i Anna Zackrisson | Malin Nevander                                 | 19 de novembre de 2018  |
| 19         | 9                    | «Majoria absoluta»        | Harald Hamrell i Anna Zackrisson | Ulf Kvensler i Malin Nevander                  | 26 de novembre de 2018  |
| 20         | 10                   | «El funeral»              | Harald Hamrell i Anna Zackrisson | Ulf Kvensler i Johan Rosenlind                 | 3 de desembre de 2018   |

### Tercera temporada (2019)
| Núm. total | Núm. de la temporada | Títol               | Direcció                         | Guió                               | Data d'emissió original |
| ---------- | -------------------- | ------------------- | -------------------------------- | ---------------------------------- | ----------------------- |
| 21         | 1                    | «Club nocturn»      | Harald Hamrell                   | Ulf Kvensler                       | 28 d'octubre de 2019    |
| 22         | 2                    | «VIP»               | Harald Hamrell                   | Ulf Kvensler i Pernilla Oljelund   | 4 de novembre de 2019   |
| 23         | 3                    | «Crème de la crème» | Harald Hamrell                   | Ulf Kvensler i Pernilla Oljelund   | 11 de novembre de 2019  |
| 24         | 4                    | «Ruptura»           | Harald Hamrell                   | Ulf Kvensler i Pernilla Oljelund   | 18 de novembre de 2019  |
| 25         | 5                    | «Retorn»            | Harald Hamrell i Andrea Östlund  | Ulf Kvensler i Pernilla Oljelund   | 25 de novembre de 2019  |
| 26         | 6                    | «Olms»              | Harald Hamrell i Andrea Östlund  | Ulf Kvensler i Pernilla Oljelund   | 2 de desembre de 2019   |
| 27         | 7                    | «Compte enrere»     | Harald Hamrell i Anna Zackrisson | Malin Nevander i Pernilla Oljelund | 9 de desembre de 2019   |
| 28         | 8                    | «El futur»          | Harald Hamrell i Anna Zackrisson | Malin Nevander i Pernilla Oljelund | 16 de desembre de 2019  |

### Quarta temporada (2020)
| Núm. total | Núm. de la temporada | Títol en valencià       | Direcció      | Guió                                           | Data d'emissió original | Data d'emissió a À Punt |
| ---------- | -------------------- | ----------------------- | ------------- | ---------------------------------------------- | ----------------------- | ----------------------- |
| 29         | 1                    | «Principis d'estiu»     | Måns Herngren | Ulf Kvensler, Malin Nevander i Johan Rosenlind | 25 de desembre de 2020  | 18 de febrer de 2024    |
| 30         | 2                    | «La festa del solstici» | Måns Herngren | Ulf Kvensler, Malin Nevander i Johan Rosenlind | 25 de desembre de 2020  | 18 de febrer de 2024    |
| 31         | 3                    | «Ple estiu»             | Måns Herngren | Ulf Kvensler, Malin Nevander i Johan Rosenlind | 25 de desembre de 2020  | 25 de febrer de 2024    |
| 32         | 4                    | «Finals d'estiu»        | Måns Herngren | Ulf Kvensler, Malin Nevander i Johan Rosenlind | 25 de desembre de 2020  | 25 de febrer de 2024    |